# Good Looking Records
Good Looking Records es un sello de jungle y drum and bass creado a principios de los 90 por el DJ y productor LTJ Bukem. Se asocia con un tipo de sonido que gozó de cierta popularidad a partir de 1993 y hasta principios de la segunda mitad de esa década, conocido como Intelligent drum and bass, y consistente en una versión más ambiental y en ocasiones jazzy del drum and bass clásico.
Han publicado en este sello músicos como LTJ Bukem, Tayla, Furney, Redeyes, Q Project, Peshay, Big Bud, Nookie, Makoto, Intense, Artemis, Phazer, New Balance, MC DRS, PFM, Seba, Blame y Blu Mar Ten.